# Orobó
Orobó là một đô thị thuộc bang Pernambuco, Brasil. Đô thị này có diện tích 126,34 km², dân số năm 2007 là 22906 người, mật độ 181,3 người/km².